# Cristián de Brunswick

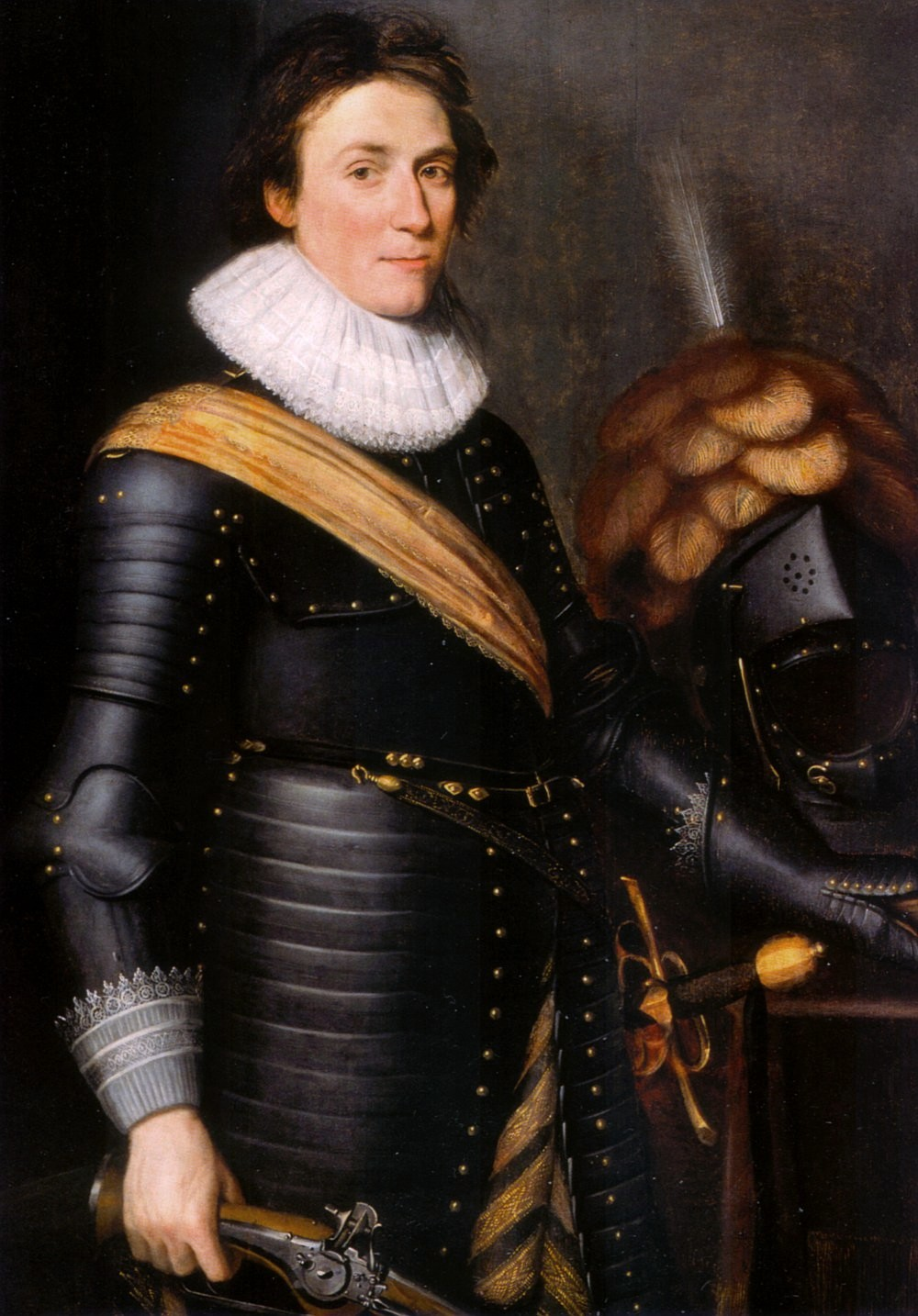
Retrato del Duque Christian de Brunswick-Lüneburg por Jan Anthonisz van Ravesteyn, 1620.

Cristián, duque de Brunswick-Lüneburg (20 de septiembre de 1599-16 de junio de 1626), administrador de la diócesis de Halberstadt, fue un líder militar protestante alemán durante la Guerra de los Treinta Años, en la que se ganó la reputación de ser un peligroso fanático religioso.
Siendo jefe del ejército protestante alemán, Cristián de Brunswick tomó partido por Federico V del Palatinado 1621. Habiendo pasado el invierno convenciendo a la población para rebelarse contra los católicos, se encaminó a la cabeza de cerca de 15 000 hombres en la región de los obispados de Westfalia hacia la de Hesse-Darmstadt, para encontrarse con las fuerzas armadas del conde Ernesto de Mansfeld.
Vencido su ejército el 20 de junio de 1622 por el conde de Tilly en la batalla de Höchst, se refugió en los Países Bajos. Renunciando a principios del año siguiente al obispado. 
De nuevo reclutó fuerzas y el 6 de agosto de 1623, en la batalla de Stadtlohn, las tropas católicas de Tilly, más numerosas y mucho más curtidas, aniquilaron el ejército de Cristián de Brunswick, del que más o menos, dos tercios de los soldados fueron muertos o apresados.
A principios de 1626, heredó el Principado de Brunswick-Wolfenbüttel, poniéndose inmediatamente al servicio del rey Cristián IV de Dinamarca, que había entrado en la guerra a favor de los protestantes. Pero antes de poder entrar en combate, enfermó y falleció en el Palacio de Wolfenbüttel. 
- Datos: Q77229
- Multimedia: Christian the Younger of Brunswick / Q77229